# Zenit

Zenit se numește punctul de intersecție al verticalei locului cu sfera cerească, situat deasupra observatorului (punctul cel mai înalt de pe bolta cerească). Punctul diametral opus zenitului este nadirul. 
Aceste simboluri apar în opera lui Ion Barbu, în poeziile "Copacul"  și "Joc secund".